# Новодеркул
Новоде́ркул — село в Україні, у Біловодській селищній громаді Старобільського району Луганської області. Населення становить 1070 осіб.

## Географія
Через північно-східну околицю села протікає Балка Солоний Яр і впадає у річку Деркул.

## Історія
Село постраждало внаслідок геноциду українського народу, вчиненого урядом СРСР у 1932—1933 роках, кількість встановлених жертв — 56 людей.

## Населення
За даними перепису 2001 року населення села становило 1070 осіб, з них 39,63 % зазначили рідною мову українську, 59,91 % — російську, а 0,46 % — іншу.